# Portage (Ohio)
Portage es una villa ubicada en el condado de Wood en el estado estadounidense de Ohio. En el Censo de 2010 tenía una población de 438 habitantes y una densidad poblacional de 113,65 personas por km².

## Geografía
Portage se encuentra ubicada en las coordenadas 41°19′24″N 83°38′49″O / 41.32333, -83.64694. Según la Oficina del Censo de los Estados Unidos, Portage tiene una superficie total de 3.85 km², de la cual 3.85 km² corresponden a tierra firme y (0%) 0 km² es agua.

## Demografía
Según el censo de 2010, había 438 personas residiendo en Portage. La densidad de población era de 113,65 hab./km². De los 438 habitantes, Portage estaba compuesto por el 94.06% blancos, el 1.37% eran afroamericanos, el 0.46% eran amerindios, el 0% eran asiáticos, el 0.46% eran isleños del Pacífico, el 2.97% eran de otras razas y el 0.68% pertenecían a dos o más razas. Del total de la población el 7.76% eran hispanos o latinos de cualquier raza.